# Пуаро, Август Антонович
Август Антонович Пуаро́ (фр. Poiraux, Auguste-Charles-Léopold; 1818—1892) — российский архитектор, академик архитектуры Императорской Академии художеств.

## Биография
Сын придворного танцора и балетмейстера Огюста Пуаро. Получил начальное образование в Петропавловском училище. Вольноприходящий ученик Импереторской Академии художеств (1833–1839), проходил обучение под руководством профессора К. А. Тона. Хотя и не окончил полного курса, получил звание неклассного художника (1839). Ещё раньше этого (1838), поступил, в качестве чертёжника при архитекторе В. П. Стасове, в Высочайше учрежденную Комиссию для возобновления Зимнего дворца после пожара, где прослужил до 1843 года. Получил место помощника архитектора (1842) при построении Исаакиевского собора и так расположил к себе главного архитектора собора А. А. Монферрана, что тот в декабре 1853 года обратился к президенту Академии Художеств, Великой Княгине Марии Николаевне, с просьбою «об удостоении званием академика архитектуры без программы состоящего при нем помощником художника Августа Пуаро по примеру такового же удостоения двух его предшественников по службе, во уважение известных познаний его, Пуаро, в архитектуре и строительном искусстве, доказанных трудами его по службе при возобновлении Зимнего Дворца и постройке Исаакиевского собора». Но Совет Академии художеств отказал в просьбе, постановив «представить Её Императорскому Высочеству Президенту об уважениях, по которым признаны были академиками предшественники г. Пуаро, т. е. Шебуев и Шрейбер, которые получили образование в Академии и были отличными учениками, и что г. Пуаро под условия удостоения их не подходит». Тем не менее, Монферран вскоре добился того, что 12-го февраля 1854 года великая княгиня предложила Совету «художника Августа Пуаро, с пользою занимавшегося при возобновлении Зимнего дворца шесть лет и при постройке Исаакиевского собора двенадцать лет, основываясь на существующих примерах, во внимание к многолетним трудам его по части архитектуры, возвести в звание академика и о сём записать в свое время в журнал Общего Собрания Академии», что и было исполнено.
В качестве помощника архитектора Исаакиевского собора, Пуаро наблюдал за работами по украшению храма и составлял проекты царских врат и церковной утвари, а впоследствии строил леса вокруг собора для реставрации мраморной облицовки. Кроме того, он состоял архитектором при Петропавловском соборе, при Строительной Конторе Министерства Императорского Двора, по наблюдению за сооружением памятника Императору Николаю I (с 1857), где на него, вместе с инженер-полковником Евреиновым, было возложено общее исполнение проекта, и за постройкой и ремонтом зданий Капитула Российских Императорских орденов (с 1863). В Петропавловском соборе, кроме постоянных ремонтных работ и исполнения всех украшений сводов и верхних частей внутри здания и малого храма при нем (1875—1877), а также печи, по системе Креля (1878—1879), ему было поручено убранство храма и могил при погребении Императора Николая Павловича (1855), Императрицы Александры Феодоровны (1860), устройство траурного убранства в соборе и на Императорской яхте Александрия, по случаю перевезения и погребения тела Государя Наследника Цесаревича великого князя Николая Александровича (1865), князя Сергея Максимилиановича Романовского, герцога Лейхтенбергского (1878), и великого князя Вячеслава Константиновича (1879). Им же перестроен министерский дом, на Фонтанке, близ Симеоновского моста (1872—1873) и выстроены многие дома частных лиц и общественный театр при Лесном институте (1871—1872). Пуаро получил звание почётного вольного общника Академии (1871), а 22 апреля 1877 года вышел в отставку. Статский советник (1876). Имел награды: орден Святой Анны 2-й степени (1876).

## Проекты и постройки
- Особняк Е. Т. Соколова — Дом Бухгольца (перестройка и расширение). Набережная канала Грибоедова, 105 — Театральная площадь, 4 (1852—1853)[4][5][6];
- Доходный дом. Чкаловский проспект, 8 (1855; включён в существующее здание)[4][7];
- Надгробия в Петропавловском соборе. Петропавловская крепость (1865—1866)[8];
- Надгробные плиты в Благовещенской церкви. Александро-Невская лавра (1868)[8];
- Здание Капитула российских орденов (перестройка). Гагаринская улица, 6а (1860-е)[8][9];
- Доходный дом (включено существовавшее здание). Проспект Римского-Корсакова, 11 — Вознесенский проспект, 36 (1868—1870, 1874—1876)[8][10];
- Дом Розе — Дом А. В. Игнатовича (частичная перестройка). Садовая улица, 120 (1873)[11];
- Доходный дом. 13-я Красноармейская улица, 26 (1876)[8][12];
- Здание шоколадной фабрики Г. М. Ландрина (перестройка, новые корпуса). Проспект Римского-Корсакова, 7—9 (1876—1880)[8][13].